# Burg Binsförth
Die Burg Binsförth war eine heute nur noch in Resten vorhandene kleine Niederungsburg in Binsförth, einem Ortsteil der Gemeinde Morschen im nordhessischen Schwalm-Eder-Kreis.

## Lage
Die umfangreichen spätmittelalterlichen Mauerreste der Burg befinden sich am östlichen Ortseingang des Dorfs auf 186 m ü. NN Höhe am westlichen Auerand der Fulda, westlich der ehemaligen Furt durch die Fulda und unmittelbar südöstlich der Dorfkirche auf einem Hofgut, dem sogenannten Rittergut Binsförth an der Morschener Straße.

## Beschreibung
Wann die Burg gebaut wurde, ist nicht bekannt. Vermutlich entstand in der ersten Hälfte des 13. Jahrhunderts ein rechteckiges, turmartiges Gebäude mit einem ummauerten Hof zum Schutz der dortigen Furt. An die östliche Mauer schlossen zwei kleine Wohngebäude an. Besitzer und wahrscheinliche Erbauer waren die Herren von Binsförth, die sich nach der kleinen Burg nannten und nach 1439 im Mannesstamm ausstarben. Bereits zuvor hatten Burg und Dorf den Besitzer gewechselt. Ab 1471 gelangten Burg und Dorf zunächst zu einem Drittel, später vollständig an das Adelsgeschlecht der Holzsadel, die bis 1526 Eigentümer blieben. Danach ging der Besitz an die mit ihnen verschwägerten Herren von Baumbach. Auch die Herren von Scholley aus dem benachbarten Malsfeld hatten durch Erbschaft zeitweise Teilbesitz an Burg und Gut. Im Dreißigjährigen Krieg wurde die Burg 1637 durch kaiserliche Truppen (Kroatische Reiterei) zerstört. Seit 1697 sind Vögte belegt, die das zur einstigen Burg gehörige Hofgut verwalteten. Ab dem 19. Jahrhundert wurde der Hof verpachtet.

## Heutige Nutzung
Das noch erhaltene zweistöckige Fachwerkwohnhaus des Guts mit seinem Sandsteinsockel stammt im Kern aus dem späten 16. Jahrhundert und ist mit einem Wappenstein von 1692 versehen. 
Das wegen der Burgreste teilweise denkmalgeschützte Gut wird heute von einem ökologischen Betrieb bewirtschaftet.